# Clipeatus
Un clipeatus (au pluriel "clipeati") est un soldat d'infanterie des armées hongroises médiévales. Son nom vient du latin "clipeatus", signifiant "soldat armé d'un bouclier". Effectivement, ce nom vient du fait que le clipeatus avait pour arme notable un pavois, grand bouclier de bois très efficace pour se protéger des flèches ennemies. 

## Origine
Les clipeati seraient apparus sous l'ère Hunyadi. Avant Jean Hunyadi, voïvode (dirigeant) de Transylvanie, l'infanterie était secondaire dans l'armée hongroise, les Hongrois ayant toujours privilégié la cavalerie comme en témoignent les tactiques de combat d'archers montés magyars par exemple. Mais avec l'apparition des guerres hussites en Bohême, dont le trône était dès lors convoité par l'empereur germanique et roi de Hongrie Sigismond de Luxembourg, les Hongrois se rendent compte qu'une armée ne comptant que sur la cavalerie ne peut suffire. En effet, la tactique du Wagenburg des hussites, consistant à entourer des arbalétriers et canonniers de chariots de guerre, bloque la charge des cavaliers magyars, obligeant ainsi à donner un rôle plus prépondérant à l'infanterie, qui pourra alors avancer à son rythme jusqu'au chariot, protégée par des boucliers. Jean Hunyadi s'en rendra vite compte en combattant les Hussites en Bohême sous l'ordre de l'empereur, mais c'est son fils Matthias Corvin, en devenant roi de Hongrie, qui instaurera dès lors une armée plus équilibrée.

## Provenance
Après l'apaisement des soulèvements hussites, la Hongrie doit faire face aux avancées ottomanes au Sud. De par leurs tactiques défensives, les Hussites représentaient ainsi une troupe défensive de choix pour les armées hongroises. Ainsi, le voïvode n'hésitera pas à recruter d'anciens Hussites en tant que mercenaires pour le combat. Matthias Corvin ira même jusqu'à recruter presque intégralement les anciens soldats du général tchèque Jan Žižka. Les Bohémiens resteront le plus grand contingent d'infanterie hongroise, suivis par les Allemands et les Silésiens.

## Tactique
Selon le roi Matthias, les clipeati représentaient le gros de l'infanterie hongroise. Les soldats plus légers ou moins protégés restaient très proches d'eux en raison de leur imposant pavois, véritable protection. La plupart d'entre eux étaient arquebusiers, encore qu'ils n'étaient pas dits aussi efficaces que les autres infanteries (le roi ordonnera tout de même qu'au moins un cinquième de l'infanterie soit composé d'arquebusiers). Le roi compare les clipeati à "un mur inébranlable", et que, "s'il le fallait, ils se battraient et mourraient jusqu'au dernier homme là où ils sont restés." Les clipeati entouraient tous les soldats d'infanterie légère. Les archers et arquebusiers tiraient depuis ce cercle imprenable. Les fantassins légers et lanciers sortaient parfois pour lancer une charge, mais revenaient aussi vite se protéger derrière le cercle si leur assaut avait échoué. Pour Matthias, cette tactique de forteresse a toute son efficacité défensive. Ces pavois, de par cette description du roi, pourraient ainsi s'identifier à des sortes de mantelets, le pavois n'étant pas aussi immense. Il n'est donc pas impossible que les clipeati aient été soit deux ou plus par pavois, soit aidés par d'autres soldats. La tactique hongroise reste unique en son genre, puisque cette formation de pavois défensifs, déjà connue en Europe, était utilisée en bataille ouverte, quand les autres Européens la limitaient aux sièges. Les clipeati étaient également entourés d'un autre type de soldats d'infanterie, les armati, soldats vraisemblablement armés d'armes d'hast (vouges, hallebardes) autour des clipeati.

## Solde
Étant donné qu'ils avaient des serviteurs, les clipeati recevaient une double solde. Cela pourrait donc expliquer le fait qu'ils pouvaient s'armer de boucliers aussi imposants et sans doute onéreux en tant que seigneurs, le servage étant encore très largement répandu dans le Royaume de Hongrie.

## Sources
« http://myweb.tiscali.co.uk/matthaywood/main/Hungarian_Composition.htm »(Archive.org • Wikiwix • Archive.is • Google • Que faire ?)